# Hyllisia virgata
Hyllisia virgata là một loài bọ cánh cứng trong họ Cerambycidae.